# Walter Garstang
Walter Garstang (* 9. Februar 1868 in Blackburn; † 23. Februar 1949 in Oxford) war ein britischer Zoologe.
Garstang wollte zunächst Medizin studieren. Unter dem Einfluss von Henry Nottidge Moseley wandte er sich der Zoologie zu und studierte in Oxford (Jesus College) mit dem Abschluss 1888. Danach war er Assistent des Direktors der meeresbiologischen Forschungsstation in Plymouth, Gilbert C. Bourne. 1891 war er ein Jahr am Owens College in Manchester bei dem Embryologen Arthur Milnes Marshall. Ab 1893 wurde er Fellow des Lincoln College in Oxford, an dem er Lecturer wurde und Kollege von Ray Lankester war, den er schon aus Plymouth kannte. Ab 1897 arbeitete er für die Fischereibehörden und gründete 1901 die Fischerei-Laboratorien in Lowestoft, trat aber 1907 zurück, da er keine Anweisungen von Staatsbeamten ausführen wollte. 1907 bis 1933 war er Professor für Zoologie an der University of Leeds (und erster Buckland Professor of Fish Culture). 1912 gründete er mit Albert Denny (University of Sheffield) das Robin Hood´s Bay Marine Laboratory, die bis 1982 bestand.
Er war Fellow der Linnean Society of London und der Zoological Society of London. Mehrere Tierarten sind nach ihm benannt.
Garstang untersuchte Larven mariner wirbelloser Tiere. Er lehnte die Biogenetische Grundregel von Ernst Haeckel ab und schlug eine alternative Theorie des Ursprungs von Wirbeltieren (Chordata) aus Stachelhäuter-Larven vor (Garstang´s Hypothese, 1894).
Garstang war ein Freund von Robert Gurney. Der Archäologe John Garstang war sein Bruder. Aus der 1895 geschlossenen Ehe mit Lucy Ackroyd gingen auch fünf Töchter hervor.
Er veröffentlichte ein Buch mit Gedichten über Zoologie, von denen besonders die Ballade des Veliger unter Zoologen bekannt ist.

## Schriften
- Larval Forms and Other Zoological Verses, Oxford: Blackwell 1951, University of Chicago Press 1985
- The Theory of Recapitulation: A Critical Re-statement of the Biogenetic Law, Journal of the Linnean Society, Zoology, Band 35, 1922, S. 81–101
- The Origin and Evolution of Larval Forms, British Association, Glasgow, 1928
- The Morphology of the Tunicata, and Its Bearing on the Phylogeny of the Chordata, Quarterly Journal of Microscopical Science, Band 72, 1928, S. 51–187
- The Morphology and Relations of the Siphonophora, Quarterly Journal of Microscopical Science, Band 87, 1946, S. 103–193.